# Дело 25 адвокатов
Дело 25 адвокатов — судебное и административное преследование адвокатов Санкт-Петербургской судебной палаты в 1913—1915 годах в связи с их коллективным заявлением от 23 октября 1913 года по делу Бейлиса.

## Принятие заявления
Дело Бейлиса вызвало заметный отклик среди российской общественности. Адвокатское сообщество, имея к делу профессиональный интерес, следило за его развитием с особым вниманием. 23 октября 1913 года проходило общее собрание присяжных поверенных при Санкт-Петербургской судебной палате. Оно было созвано для подсчёта голосов, поданных на голосовании за состав Совета присяжных поверенных на период 1913—1914 годов. Как следует из протокола собрания, в начале его присутствовало всего 22 человека, однако к окончанию подсчёта голосов количество присутствовавших составило 200 человек.
В повестке собрания отсутствовало обсуждение вопросов, связанных с делом Бейлиса, рассмотрение которого в то время заканчивалось в Киеве. Тем не менее, когда присяжный поверенный Н. Д. Соколов в своём обращении к собранию предложил принять заявление по этому делу, большинство присутствовавших его поддержало. Состоялось обсуждение текста заявления и голосование по нему, завершившееся его принятием.
Текст заявления гласил, что
Общее собрание присяжных поверенных округа… считает профессиональным и гражданским долгом адвокатуры высказать протест против извращения основ правосудия, проявившегося в создании процесса Бейлиса, против возведения в судебном порядке на еврейский народ клеветы, отвергнутой всем культурным человечеством, и против возложения на суд не свойственной ему задачи пропаганды идей расовой и национальной вражды. Это надругательство над основами человеческого общежития унижает и позорит Россию перед лицом всего мира, и мы поднимаем свой голос в защиту чести и достоинства России.

## Реакция властей
Заявление было опубликовано в газетах «Новое время», «День», «Речь», «Киевская мысль». Оно было направлено также адвокатам Менделя Бейлиса. Со стороны властей последовала очень жёсткая реакция на такие действия ряда лиц из адвокатского сообщества. Совет присяжных заседателей обязали в течение недели, до 31 октября, представить в департамент Судебной палаты копию протокола общего собрания, на котором было принято заявление, а также перечень лиц, принимавших участие в собрании. От Совета было потребовано также объяснение случившемуся. Со стороны прокуратуры было указано, что собрание не имело кворума и вышло за пределы своей компетенции, в связи с чем его участники должны быть привлечены к дисциплинарной ответственности.

## Уголовное преследование

А. Ф. Керенский, один из главных обвиняемых по делу.

Против участников собрания было выдвинуто также уголовное обвинение по статьям 279 и 280 Уложения о наказаниях за якобы содержащиеся в заявлении оскорбления в адрес представителей власти и Киевской судебной палаты. Под обвинением первоначально оказались все участники собрания, однако в ходе расследования выяснилось, что бо́льшая часть из них не подписывала заявление, выпущенное от их имени, и число привлекаемых к ответственности адвокатов сократилось до 25.
В это число вошли: Н.Д. Соколов, А.Ф. Керенский, П.Н. Переверзев, Ф.А. Волкенштейн, М.Е. Феодосьев, А.В. Бобрищев-Пушкин, М.М. Могилянский, В.В. Исаченко, Г.А. Гольдберг, С.И. Ширвиндт, В. Фридштейн, А.И. Кан, Б. Г. Барт-Лопатин, И.М. Рабинович, В.А. Гольденберг, Д.М. Солинк, А. Блох, С.К. Вржосек, Л.М. Брамсон, П.А.Коровиченко, А.А. Исаев, А.Ф. Яновский, Л.М. Ямпольский, И.С. Розен и А.М. Чинкен.
В качестве инициаторов рассмотрения и принятия заявления рассматривались Н. Д. Соколов и депутат Государственной думы, будущий глава России А. Ф. Керенский. Соколова и Керенского объединяло то, что оба они были членами Верховного совета Великого Востока народов России. Как пишет историк Владимир Федюк, «Дело Бейлиса — это, кажется, единственный случай, когда Керенский говорил и действовал так, как того требовала совесть, не заботясь о дивидендах, которые это способно принести».
Подтверждая, что участвовали в обсуждении и сознательно голосовали за заявление, подсудимые, тем не менее, отрицали виновность в совершении уголовно наказуемого деяния. Выступавший в качестве свидетеля А. С. Зарудный указал, что собранием за время существования адвокатуры неоднократно принимались решения по вопросам, не внесённым в повестку дня, однако недовольство власти вызвало лишь заявление по делу Бейлиса.
Суд начался 3 июня 1914 года и вынес решение 6 июля того же года, признав всех обвиняемых виновными и приговорив к тюремному заключению Н. Д. Соколова и А. Ф. Керенского — на 8 месяцев, остальных — на шесть месяцев. По кассационной жалобе тюремное заключение было заменено запретом заниматься адвокатской практикой на соответствующий срок. 21 февраля 1915 года судебной палатой по протесту прокурора принято решение о запрете А. Ф. Керенскому, Н. Д. Соколову и П. Н. Переверзеву на занятие адвокатской деятельностью в течение года, остальным адвокатам — в течение шести месяцев. Часть из них после объявления 28 февраля 1915 года о наложенном наказании ходатайствовали об отсрочке его исполнения для завершения дел, которые вели. Совет присяжных поверенных удовлетворил эти ходатайства.